# Grudzień 2023

## 31 grudnia
- W swoim przemówieniu noworocznym abdykację z dniem 14 stycznia 2024 roku, ogłosiła królowa Danii Małgorzata II[1].

## 30 grudnia
- Boliwijski Trybunał Konstytucyjny orzekł, że były prezydent Boliwii Evo Morales nie będzie mógł ubiegać się po raz kolejny o urząd prezydenta tego kraju[2].
- Norweg Magnus Carlsen obronił tytuły mistrza świata w szachach szybkich i błyskawicznych[3].

## 23 grudnia
- Rzecznik archidiecezji warszawskiej ks. Przemysław Śliwiński przekazał, że podczas spotkania opłatkowego z duchowieństwem Archidiecezji Warszawskiej metropolita warszawski kard. Kazimierz Nycz poinformował księży, iż złożył na ręce papieża Franciszka prośbę o przyjęcie rezygnacji z urzędu arcybiskupa warszawskiego[4].

## 21 grudnia
- W masowej strzelaninie w budynku Wydziału Filozoficznego Uniwersytetu Karola w Pradze w Czechach zginęło 14 osób, a 24 zostały ranne. Sprawca, student uniwersytetu, popełnił samobójstwo po przybyciu policji. Napastnik przed strzelaniną zabił także swojego ojca oraz był podejrzany o zamordowanie mężczyzny z córką 15 grudnia[5].
- Trybunał Sprawiedliwości Unii Europejskiej orzekł, że przepisy FIFA i UEFA dotyczące uprzedniego zatwierdzania międzyklubowych rozgrywek piłkarskich, takich jak Superliga, są sprzeczne z prawem Unii Europejskiej; naruszają prawo konkurencji i swobody świadczenia usług[6][7].
- Radni województwa podkarpackiego podjęli uchwałę o uznaniu błogosławionej rodziny Ulmów, patronami województwa podkarpackiego[8].

## 20 grudnia
- Sejm Rzeczypospolitej Polskiej przegłosował uchwałę „w sprawie usunięcia skutków kryzysu konstytucyjnego w kontekście pozycji ustrojowej oraz funkcji Krajowej Rady Sądownictwa w demokratycznym państwie prawnym”[9][10][11].
- Monika Horna-Cieślak złożyła ślubowanie i objęła stanowisko Rzecznika Praw Dziecka[12].
- Były szef CBA, koordynator służb specjalnych i szef MSWiA Mariusz Kamiński oraz jego były zastępca Maciej Wąsik zostali skazani na dwa lata bezwzględnego pozbawienia wolności za swoje działania w tzw. aferze gruntowej[13].
- Doszło do przerwania nadawania TVP Info, a następnie rozpoczęcia emisji sygnału innego kanału telewizyjnego, TVP1[14]. Stało się to w związku z odwołaniem dotychczasowego zarządu TVP oraz powołaniem przez nową Radę Nadzorczą nowego prezesa, Tomasza Syguta[15][16][17].
- Nikaraguańska policja aresztowała biskupa Isidoro del Carmen Mora Ortegę, który dzień wcześniej w trakcie mszy w Matagalpa, zaapelował o  modlitwę za biskupa Rolando José Álvareza Lagosa, skazanego na 26 lat więzienia  i pozbawiony obywatelstwa, po tym jak odmówił opuszczenia Nikaragui[18].

## 19 grudnia
- Sąd Najwyższy stanu Kolorado zdyskwalifikował byłego prezydenta USA Donalda Trumpa z prawyborów stanowych na mocy 14. poprawki[19].
- Sejm Rzeczypospolitej Polskiej przegłosował we wtorek uchwałę „w sprawie przywrócenia ładu prawnego oraz bezstronności i rzetelności mediów publicznych oraz Polskiej Agencji Prasowej”. Posłowie wezwali w niej „wszystkie organy państwa” do niezwłocznej naprawy sytuacji w TVP[20].
- Minister Kultury i Dziedzictwa Narodowego Bartłomiej Sienkiewicz odwołał dotychczasowych prezesów Zarządów Telewizji Polskiej S.A., Polskiego Radia S.A. i Polskiej Agencji Prasowej S.A. oraz Rady Nadzorcze tychże spółek. Informację na ten temat podało w dniu 20 grudnia Ministerstwo Kultury i Dziedzictwa Narodowego[21].

## 18 grudnia
- Co najmniej 127 osób zginęło, a ponad 700 zostało ranych w trzęsieniu ziemi w Chinach[22].
- Dykasteria Nauki Wiary opublikowała deklarację doktrynalną Fiducia supplicans zatwierdzoną przez papieża Franciszka, pozwalającą księżom udzielać błogosławieństw „par w sytuacjach nieregularnych i par jednopłciowych, bez oficjalnego zatwierdzania ich „statusu” lub modyfikowania w jakikolwiek sposób odwiecznego nauczania Kościoła na temat małżeństwa”. W dokumencie zaznaczono, że księża powinni podejmować decyzje w każdym przypadku indywidualnie. Wskazano również, że patrząc na owe błogosławieństwa z perspektywy pobożności ludowej, nie ma potrzeby wymagać „uprzedniej doskonałości moralnej” jako warunku wstępnego[23][24].

## 17 grudnia
- W wieku 71 lat zmarł prof. Janusz Filipiak, informatyk, przedsiębiorca, nauczyciel akademicki i działacz sportowy. Założyciel i wieloletni prezes zarządu spółki Comarch, w latach 2014–2023 prezes zarządu klubu Cracovia[25].

## 16 grudnia
- W sanktuarium maryjnym w Luján koło Buenos Aires przewodniczący Gubernatoratu Państwa Miasta Watykanu i Papieskiej Komisji Państwa Watykańskiego kard. Fernando Vérgez Alzaga ogłosi błogosławionym argentyńskiego kardynała Eduardo Francisco Pironio[26].
- W parafii ewangelicko-reformowanej w Zelowie odbyła się ordynacja mgr teologii Marty Borkowskiej na duchowną Kościoła Ewangelicko-Reformowanego w RP[27]. Była to pierwsza od 20 lat ordynacja kobiety na duchownego w Kościele Ewangelicko-Reformowanym w RP (w 2003 roku ordynowana została Wiera Jelinek)[28].

## 15 grudnia
- Według Ministerstwa Kultury Albania zwróciła do Macedonii Północnej 20 ikon, które stały się przedmiotem handlu 10 lat wcześniej. Ceremonia przekazania odbyła się w Narodowym Muzeum Historycznym w stolicy Albanii, Tiranie[29].

## 14 grudnia
- Podczas szczytu unijnych przywódców w Brukseli podjęta została decyzja o rozpoczęciu negocjacji akcesyjnych z Ukrainą i Mołdawią. Rada Europejska przyznała także Gruzji status kraju kandydującego[30].

## 13 grudnia
- Prezydent Rzeczypospolitej Polskiej Andrzej Duda powołał trzeci rząd Donalda Tuska[31].
- W wieku 85 lat zmarła Zofia Merle, aktorka teatralna i filmowa[32].

## 12 grudnia
- Donald Tusk wygłosił w Sejmie Rzeczpospolitej Polskiej exposé[33].
- Na terenie kompleksu budynków Sejmu Rzeczypospolitej Polskiej doszło do incydentu z udziałem posła Grzegorza Brauna, który na korytarzu w Sejmie zgasił gaśnicą menorę chanukową[34][35]. Incydent potępili między innymi ambasador Izraela w Polsce Ja’akow Liwne[36], ambasador USA w Polsce Mark Brzezinski[37], naczelny rabin Polski Michael Schudrich[38] oraz kardynał Grzegorz Ryś, przewodniczący Komitetu KEP ds. Dialogu z Judaizmem[39].

## 11 grudnia
- Sejm RP nie udzielił wotum zaufania trzeciemu rządowi Mateusza Morawieckiego[40]. Sejmowa większość wybrała Donalda Tuska na premiera[41].

## 10 grudnia
- Jako prezydent Argentyny zaprzysiężony został Javier Milei[42].

## 8 grudnia
- W Poznaniu rozpoczęła się okupacja domu studenckiego "Jowita" należącego do Uniwersytetu im. Adama Mickiewicza w Poznaniu, w celu powstrzymania jego zamknięcia i sprzedaży[43].
- Na uroczystej sesji Rady Miasta Malborka zostało odczytane postanowienie Stolicy Apostolskiej w sprawie uznaniu Najświętszej Marii Panny za patronkę miasta. Decyzję przekazał radnym i mieszkańcom biskup elbląski Jacek Jezierski, który odczytał protokół watykańskiej Dykasterii ds. Kultu Bożego i Dyscypliny Sakramentów[44].

## 7 grudnia
- Baldur’s Gate III zostało nagrodzone tytułem Gra roku podczas ceremonii The Game Awards 2023[45].

## 6 grudnia
- Na Cmentarzu Wojskowym na Powązkach w Waszawie odbył się powtórny pogrzeb sprowadzonych z Londynu, szczątków gen. Stanisława Kopańskiego i ppłk. Stefana Eichlera oraz ich żon[46].

## 3 grudnia
- 4 osoby zginęły, a około 50 zostało rannych w ataku bombowym dokonanym przez Państwo Islamskie podczas mszy świętej w kościele na Mindanao w Filipinach[47].

## 2 grudnia
- W Murowance, w Warszawie otwarto Muzeum z Klasą (placówka opowiadająca o historii XX wieku przez pryzmat szkoły i edukacji)[48].

## 1 grudnia
- Co najmniej 11 cywilów zginęło w ataku grupy zbrojnej w Al-Mikdadijja w prowincji Dijala w Iraku. Żadna grupa nie przyznała się do ataku[49].
- W Belwederze w Warszawie odbyła się uroczystość wręczenia not identyfikacyjnych rodzinom 20 ofiar, które zginęły w wyniku działań terroru komunistycznego oraz zbrodni niemieckich z okresu II wojny światowej, a których szczątki zostały odnalezione i zidentyfikowane w ramach działań Instytutu Pamięci Narodowej. Wśród zidentyfikowanych znalazł się między innymi bankier i urzędnik Henryk Szwejcer[50][51].
- Na cmentarzu katolickim św. Wojciecha w Łodzi odsłonięto pomnik Pamięci Dzieci Polskich – Ofiar Niemieckich Obozów na Terenie Łodzi i Okolic[52].
- Korea Południowa wystrzeliła swojego pierwszego wojskowego satelitę rozpoznawczego z bazy sił kosmicznych Vandenberg w Kalifornii w Stanach Zjednoczonych, transportowanego przez rakietę Falcon 9 firmy SpaceX[53].